# Ламбаєке (регіон)
Ламбаєке (ісп. Lambayeque, кеч. Lanpalliqi suyu) — регіон в північно-західній частині Перу на узбережжі Тихого океану.
Межує з регіонами П'юра на півночі, Кахамарка на сході, Ла-Лібертад на півдні. Омивається Тихим океаном на заході і південному заході.
Адміністративний центр регіону — місто Чиклайо.

## Етимологія
Назва «Ламбаєке» походить від імені давнього бога Ямпеллек (Yampellec), якого почитав перший цар Ламбаєке Наймлап  (Naymlap) .

## Географічне розташування
Територія регіону утворена великими рівнинами, які пересікаються спускаючимися з Анд річками. Це обумовлює тут розвиток сільського господарства, в першу чергу, це плантації цукрової тростини (тут виробляється половина всього цукру в Перу), а також рису.
Збільшення обсягу сільськогосподарської продукції стане можливим з реалізацією гідроенергетичного проєкту «Ольмос Трансандіно», за яким з регіону Кахамарка в Ламбаєке буде щорічно перекидатися 2 млрд м³ води з річки Уанкабамба.
До регіону, який лежить на узбережжі Тихого океану, належать також острови Лобос-де-Тьєрра і Лобос-де-Афуера.

## Історія
Індіанська легенда розповідає, що в незапам'ятні часи сюди прийшов з великим флотом бальсових човнів людина великої відваги і неабиякого розуму по імені Наймлап, що заснував тут нову цивілізацію і став родоначальником нової культури Ламбаєке.
На зміну їй прийшла культура мочика, а потім чиму. В епоху найбільшого розширення вплив чиму поширювався до кордонів Еквадору на півночі і до Ліми на півдні. Чиму були відмінними ремісниками і землеробами, а також славилися своїми чудовими виробами із золота.
Пізніше чиму були підкорені інками.
Тут також побував Франсиско Пісарро по дорозі в Кахамарку.
У колоніальні часи почалося суперництво між жителями міст Ламбаєке і Сантьяго-де-Мірафлорес-де-Санья, який славився своїми багатствами, але у 1720 році останній був зруйнований повінню.
27 грудня 1820 року в Ламбаєке була оголошена незалежність Перу, завдяки чому місто називають «колискою Свободи».

## Населення
Іспаномовне населення проживає, в основному, в узбережжній провінції Чиклайо.
У провінції Ферреньяфе збереглося населення, яке говорить мовою кечуа, а до початку XX століття а тут також розмовляли на мочика.

## Адміністративний поділ

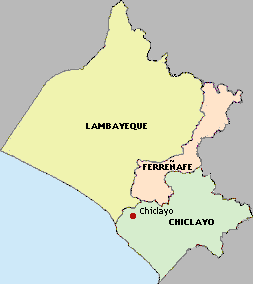
Провінції регіону Ламбаєке.

Регіон складається з 3 провінцій, які поділяються на 38 округів:
| № | Провінція              | Адміністративний центр |
| - | ---------------------- | ---------------------- |
| 1 | Ламбаєке (Lambayeque)  | Ламбаєке (Lambayeque)  |
| 2 | Ферреньяфе (Ferreñafe) | Ферреньяфе (Ferreñafe) |
| 3 | Чиклайо (Chiclayo)     | Чиклайо (Chiclayo)     |

## Пам'ятки
- Історичний лісовий заповідник Боске-де-Помак (ісп. Santuario Histórico Bosque de Pómac)
- Національний археологічний музей Брунінг [Архівовано 26 червня 2020 у Wayback Machine.] (ісп.)
- Археологічний комплекс Тукуме
- Археологічний комплекс Серро-Патапо
- Музей «Царські гробниці Сіпану»